# Goudbrons
Goudbrons, in het Duits "Korinthisches Erz" in het Latijn "aes Corinthium" of "Corinthium aes" geheten, is een sinds de oudheid gebruikte legering voor kostbare gebruiks- en siervoorwerpen. De oudste vindplaatsen in de literatuur duiden op Egyptisch gebruik voor de christelijke jaartelling.
Aan brons wordt goud en/of zilver toegevoegd. Op deze wijze is variatie in de kleur aan te brengen. Een beetje koper in de legering doet het metaal "blozen" en maakt het harder.
Aes cuprum of koper werd door de antieken - en in hun voetsporen door de alchemisten - nauwer verwant geacht aan het edelmetaal goud dan aan brons of aes brundisium. Er was nog weinig wetenschap van metallurgie en atomenleer. Daarom gebruikten de Romeinen veel goud- en zilverhoudende koperlegeringen voor sieraden.
Behalve in Korinthe werd op Delos en in Egina met dit materiaal gewerkt.
Een eigenschap van goudbrons is dat het een auberginekleurig patina krijgt wanneer de koperlegering met zuurstof en zweet in contact komt.
Het metaal werd in tal van medailles gebruikt.